# Marie-Louis-Emile-Georges Clarion
Marie-Louis-Emile-Georges Clarion, francoski general, * 1878, † 1961.